# قطعنامه ۲۰۳۴ شورای امنیت
قطعنامه  ۲۰۳۴ شورای امنیت سازمان ملل متحد که در تاریخ ۱۹ ژانویه ۲۰۱۲ تصویب شد، سندی بین‌المللی دربارهٔ دادگاه بین‌المللی  است. این قطعنامه طی نشست ۶۷۰۴ام با ۱۵ رای موافق، ۰ مخالف و ۰ ممتنع تصویب شد.